# Rendierlipvis
De rendierlipvis (Novaculichthys taeniourus) is een lipvis van het geslacht Novaculichthys. Hij komt voor in riffen van de Grote Oceaan en Indische Oceaan op een diepte van 3 tot 25 m en wordt 30 cm groot.
1. ↑  (en) Rendierlipvis op de IUCN Red List of Threatened Species.